# Naturschutzgebiet Nethe
Koordinaten: 51° 37′ 54″ N, 9° 4′ 7″ O

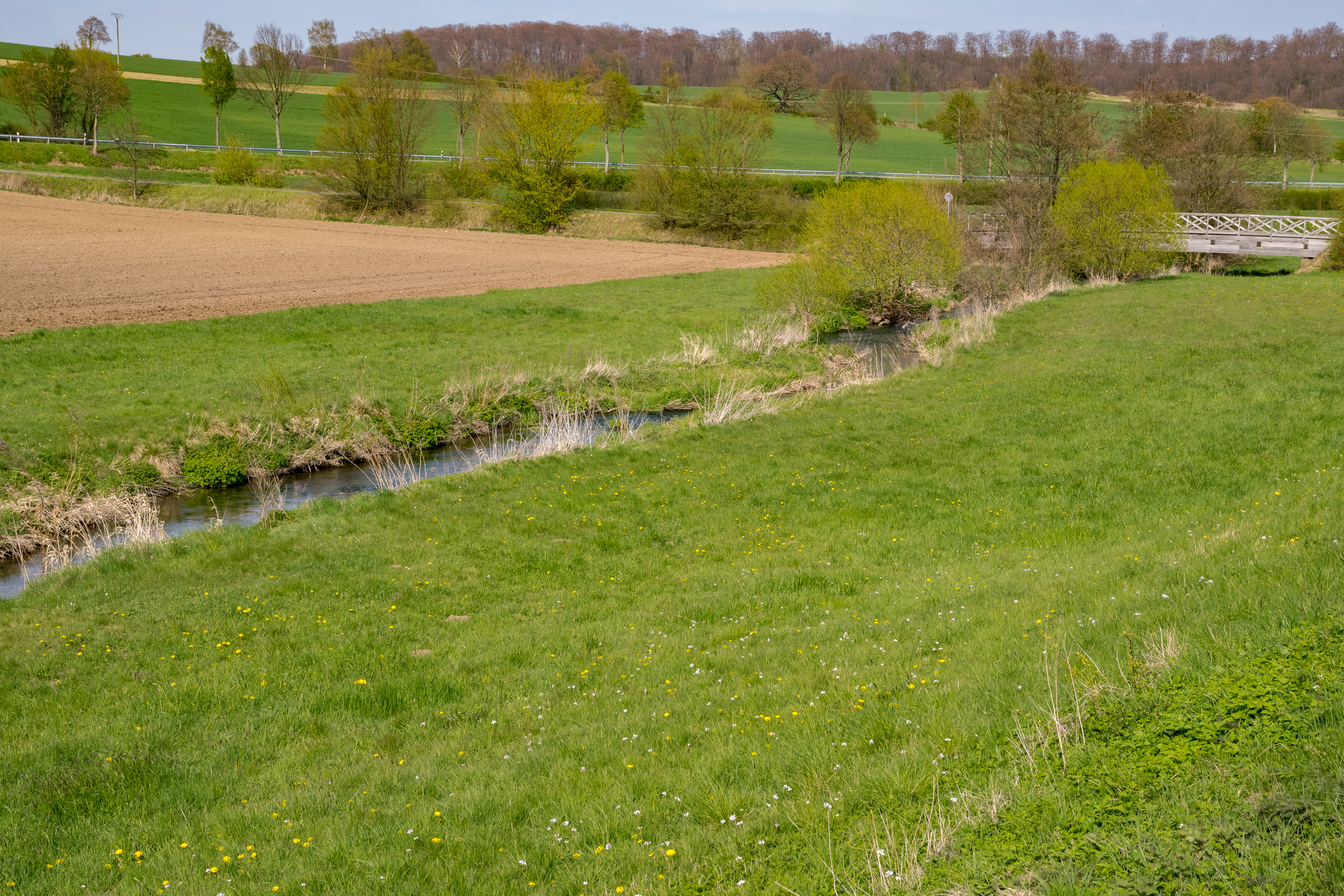
Naturschutzgebiet Nethe (April 2017)

Das Naturschutzgebiet (NSG) Nethe liegt im Kreis Höxter in Nordrhein-Westfalen. Das 29,79 ha große NSG mit der Schlüssel-Nummer HX-059 wurde im Jahr 1949 ausgewiesen. Es liegt auf dem Gebiet der Städte Bad Driburg, Brakel, Höxter und Willebadessen entlang der Nethe.